# Карабекова, Зейнеп
Зейнеп Карабекова (род. 27.10.1936 г. в посёлке 8 Марта, Киргизская ССР) — советская деятельница системы образования, заслуженный учитель Кыргызской Республики, обладатель персональной республиканской пенсии за заслуги перед Кыргызской Республикой, депутат Верховного Совета СССР.

## Биография
Окончила педагогический институт в городе Фрунзе Киргизской ССР (1957). Трудовой путь начала учителем в школе села Сусамыр в 1957 г.
В 1957—1994 годах — учитель школы в селе Сусамыр; общий стаж Карабековой — 37 лет трудовой деятельности в школе. Она была награждена орденом «Знак Почёта» (1966) и Почетными грамотами Министерства просвещения СССР.
В 1978 г. избрана депутатом Верховного Совета СССР 10 созыва. Одна из инициаторов строительства трехэтажной школы в с. Сусамыр.
Сейчас — на пенсии.